# Chedly Abed
Pour l’article homonyme, voir Abed.
Chedly Abed est un homme politique tunisien. Il est secrétaire d'État auprès du ministre des Finances, Elyes Fakhfakh, de 2013 à 2014.